# Gunther Mai
Gunther Mai (* 22. Mai 1949 in Eschwege) ist ein deutscher Historiker, der zur Geschichte des 19. und 20. Jahrhunderts forscht.

## Leben und Wirken
Mai studierte seit 1967 an der Philipps-Universität Marburg Anglistik, Geschichte und Politologie. Nach einem Auslandsjahr 1970/71 als Foreign Language Assistant Teacher in Wolverhampton (England) legte er in Marburg im Januar 1973 das Staatsexamen in Anglistik und Geschichte, im November 1973 das in Politologie ab. An der Philipps-Universität war er 1973 bis 1979 Wissenschaftlicher Angestellter und 1979 bis 1985 Hochschulassistent. Am 1. Juli 1975 wurde er dort promoviert mit einer Arbeit über den Korea-Krieg und die westdeutsche Wiederbewaffnung 1950. Auf den Tag genau sechs Jahre später habilitierte sich Mai, das Thema der Habilitationsschrift lautet Kriegswirtschaft und Arbeiterbewegung in Württemberg 1914–1918. Nach einer Lehrstuhlvertretung an der Ludwig-Maximilians-Universität München 1985/86 war er 1986 bis 1989 wissenschaftlicher Mitarbeiter am Institut für Zeitgeschichte in München, wo er mit Hilfe eines Stipendiums der Habilitiertenförderung der Volkswagenstiftung zum Thema Der Alliierte Kontrollrat 1945–1948 arbeitete. Die Tätigkeit dort wurde 1986/87 durch eine Lehrstuhlvertretung für Helga Grebing an der Georg-August-Universität Göttingen unterbrochen, 1989 bis 1993 folgte eine weitere für Rudolf von Thadden. Es folgte der Wechsel nach Erfurt, wo Mai von 1993 bis 2001 Professor für Neuere und Zeitgeschichte an der Pädagogischen Hochschule Erfurt war und als Prorektor erst den Neuaufbau, dann die Überleitung zur Universität begleitete. Im Zuge der Überleitung 2001 wurde er der erste gewählte Dekan der Philosophischen Fakultät. 2011 bis 2013 war er beurlaubt für das Forschungsprojekt Die Marokko-Deutschen 1873–1918, zunächst als Erfurt Fellow am Max-Weber-Kolleg der Universität Erfurt, dann durch Unterstützung der Deutschen Forschungsgemeinschaft. Am 30. September 2014 trat er in den Ruhestand.
Zusammen mit Peer Schmidt war Mai von 2004 bis 2008 Begründer des Forschungszentrums Gotha für kultur- und sozialwissenschaftliche Forschungen der Universität Erfurt und zunächst dessen stellvertretender bzw. zuletzt dessen kommissarischer Direktor. Gemeinsam mit Schmidt begründete er das von der Fritz Thyssen Stiftung finanzierte Herzog-Ernst-Stipendienprogramm und die Schriftenreihe Friedenstein-Forschungen.
Er war in Thüringen in weiteren wissenschaftlichen Einrichtungen ehrenamtlich engagiert: Wissenschaftlicher Beirat der Wartburg-Stiftung, Eisenach (1996–2017); Vorstand der Historischen Kommission für Thüringen (2000–2015); Stiftungsrat Stiftung Weimarer Klassik / Klassik-Stiftung Weimar (2001–2008); Vorsitz der Jury des Schülerwettbewerbs „Diktaturerfahrungen und demokratische Umbrüche in Deutschland und Europa“ der Stiftung Ettersberg, Weimar (2009–2017); Wissenschaftlicher Beirat der Nationalen Sonderausstellung „Luther und die Deutschen“ auf der Wartburg in Eisenach 2017 (2013–2017).
Für seine Aufsätze zum Konzept der „Agrarischen Transition“, das er in die wissenschaftliche Diskussion einführte, wurde er 2007 mit dem zweiten Platz des Preises der Fritz Thyssen Stiftung für sozialwissenschaftliche Aufsätze ausgezeichnet. Sein Buch über die Weimarer Republik wurde 2011 ins Italienische übersetzt.

## Werke (Auswahl)
- Westliche Sicherheitspolitik im Kalten Krieg. Der Korea-Krieg und die deutsche Wiederbewaffnung 1950, Boppard a. Rh.: Boldt 1977 (zugleich Dissertation). ISBN 3-7646-1691-1.
- Kriegswirtschaft und Arbeiterbewegung in Württemberg 1914–1918, Stuttgart: Klett-Cotta 1983 (zugleich Habilitationsschrift). ISBN 3-608-91247-9.
- (Hrsg.) Arbeiterschaft in Deutschland 1914–1918. Studien zu Arbeitskampf und Arbeitsmarkt im Ersten Weltkrieg, Düsseldorf: Droste 1985. ISBN 3-7700-0690-9.
- (Hrsg., zus. mit Detlev Heiden) Nationalsozialismus in Thüringen, Köln-Weimar-Wien: Böhlau 1995. ISBN 3-412-03894-6.
- Das Ende des Kaiserreichs. Politik und Kriegführung im Ersten Weltkrieg, München: dtv 1987, 2. Aufl. 1993; 3., aktualisierte Aufl. 1997. ISBN 3-423-04510-8.
- Der Alliierte Kontrollrat in Deutschland 1945–1948. Alliierte Einheit – deutsche Teilung?, München: Oldenbourg 1995. ISBN 3-486-56123-5.
- (Hrsg.) Das Kyffhäuser-Denkmal 1896–1996. Ein nationales Monument im europäischen Kontext, Köln-Weimar-Wien: Böhlau 1997. ISBN 3-412-02397-3.
- (Hrsg. mit Günther Heydemann und Werner Müller): Revolution und Transformation in der DDR 1989/90, Berlin: Duncker & Humblot 1999. ISBN 3-428-10003-4.
- (Hrsg. mit Lothar Ehrlich und unter Mitwirkung von Ingeborg Cleve): Weimarer Klassik in der Ära Ulbricht, Köln-Weimar-Wien: Böhlau 2000. ISBN 3-412-13399-X.
- Europa 1918–1939. Mentalitäten, Lebensweisen, Politik zwischen den Weltkriegen, Stuttgart u. a.: Kohlhammer 2001. ISBN 3-17-013572-4.
- (Hrsg. mit Lothar Ehrlich und unter Mitwirkung von Ingeborg Cleve): Weimarer Klassik in der Ära Honecker, Köln-Weimar-Wien: Böhlau 2001. ISBN 3-412-03601-3.
- Die Weimarer Republik, München: C. H. Beck 2009; 3. durchgesehene Auflage 2018. ISBN 978-3-406-72780-1.
- Die Marokko-Deutschen 1873–1918, Göttingen: Vandenhoeck & Ruprecht 2014. ISBN 978-3-525-30038-1.
- Die Marokko-Deutschen 1873–1918. Biogramme. Elektronische Ressource. 2. verbesserte und erweiterte Aufl. 2017 (URN: urn:nbn:de:gbv:547-201700149).

Unter seinen Aufsätzen sind hervorzuheben:
- „Warum steht der deutsche Arbeiter zu Hitler?“ Zur Funktion der Deutschen Arbeitsfront im Herrschaftssystem des Dritten Reiches, in: Geschichte und Gesellschaft 12 (1986), S. 212–234.
- Dominanz oder Kooperation im Bündnis? Die Sicherheitspolitik der USA und der Verteidigungsbeitrag Europas 1945–1956, in: Historische Zeitschrift 246 (1988), S. 327–364.
- „Verteidigungskrieg“ und „Volksgemeinschaft“. Staatliche Selbstbehauptung, nationale Solidarität und soziale Befreiung in Deutschland in der Zeit des Ersten Weltkriegs (1900–1925), in: Wolfgang Michalka (Hrsg.): Der Erste Weltkrieg. Wirklichkeit, Wahrnehmung, Analyse. Im Auftrag des Militärgeschichtlichen Forschungsamts, München-Zürich 1994, S. 583–602. ISBN 3-492-11927-1.
- Denkmäler und politische Kultur im 19. Jahrhundert, in: Gunther Mai (Hrsg.): Das Kyffhäuser-Denkmal 1896–1996. Ein nationales Monument im europäischen Kontext, Köln-Wien-Weimar 1997, S. 9–44. ISBN 3-412-02397-3.
- Staatsgründungsprozeß und nationale Frage als konstitutive Elemente der Kulturpolitik der DDR, in: Lothar Ehrlich und Gunther Mai (Hrsg.): Weimarer Klassik in der Ära Ulbricht, unter Mitwirkung von Ingeborg Cleve, Köln-Weimar-Wien 2000, S. 31–60. ISBN 3-17-013572-4.
- 1. August 1914: Gab es ein Augusterlebnis?, in: Eckart Conze und Thomas Nicklas (Hrsg.): Tage deutscher Geschichte. Von der Reformation bis zur Wiedervereinigung, München 2004, S. 177–192. ISBN 3-421-05770-2.
- Agrarische Transition und industrielle Krise. Anti-Modernismus in Europa in der ersten Hälfte des 20. Jahrhunderts, in: Journal of Modern European History 4 (2006), S. 5–38. ISSN 0340-613X
- Die Agrarische Transition. Agrarische Gesellschaften in Europa und die Herausforderungen der industriellen Moderne im 19. und 20. Jahrhundert, in: Geschichte und Gesellschaft 33 (2007), S. 471–514. ISSN 1611-8944.
- Von Luther zu Hitler? Luther-Rezeptionen 1883–1945, in: Luther und die Deutschen. Begleitband zur Nationalen Sonderausstellung auf der Wartburg 4. Mai – 5. November 2017, hrsg. von der Wartburg-Stiftung Eisenach, Petersberg 2017, S. 62–68. ISBN 978-3-7319-0360-4.